# هیرو اونورا
هیرو اونورا (به انگلیسی: Hiroo Unoura) (زاده ۱۳ ژانویه ۱۹۴۹) کارآفرین، بازرگان و مدیر ارشد اجرایی ژاپنی است، که در حال حاضر به‌عنوان مدیر عامل اجرایی شرکت نیپون تلگراف اند تلفن فعالیت می‌نماید.